# مامادو نیانگ
مامادو نیانگ (انگلیسی: Mamadou Niang؛ زادهٔ ۱۳ اکتبر ۱۹۷۹) بازیکن فوتبال اهل فرانسه است.
از باشگاه‌هایی که در آن بازی کرده‌است می‌توان به باشگاه فوتبال متز، باشگاه ورزشی السد، باشگاه فوتبال بشیکتاش، باشگاه فوتبال استراسبورگ، باشگاه فوتبال المپیک مارسی، باشگاه فوتبال تروا، باشگاه فوتبال فنرباغچه و باشگاه فوتبال تروا اشاره کرد.
او همچنین در تیم ملی فوتبال سنگال بازی کرده‌است.